# Fiat Abarth OT 2000
 (août 2024).
Si vous disposez d'ouvrages ou d'articles de référence ou si vous connaissez des sites web de qualité traitant du thème abordé ici, merci de compléter l'article en donnant les références utiles à sa vérifiabilité et en les liant à la section « Notes et références ».
La Fiat Abarth OT 2000 est une voiture destinée uniquement à la compétition automobile réalisée par le constructeur italien Abarth en 1966, sur la base de la Fiat 850 Coupé.

## Histoire
Cette voiture a été présentée lors du Salon des voitures de compétition de Turin, le 26 février 1966. La famille nombreuse des Abarth OT, le constructeur italien ajoutait cette dernière version. Elle a le code usine "AB 135/C".
Ce coupé reposait également sur l'excellente base de la Fiat 850 Coupé dont les modifications ont été traitées par Mario Colucci. 
Le moteur était le 2,0 litres Abarth déjà vu sur les Simca-Abarth de 1964, mais avec une nouvelle élaboration qui en avait réduit la puissance à "seulement" 185 ch DIN mais avec une meilleure souplesse d'utilisation grâce à un couple porté à 285 N m à 5 500 tr/min. Il était alimenté par 2 carburateurs double corps Weber 45 DCO3. La boîte de vitesses était une boîte Abarth Tipo 139 à 5 rapports. La vitesse mesurée sur circuit était de 240 km/h.
Les suspensions étaient spécifiques avec des bras oscillants, des barres stabilisatrices et des amortisseurs hydrauliques télescopiques à l'avant tandis qu'à l'arrière, on trouvait des bras tubulaires, des ressorts et des amortisseurs hydrauliques télescopiques. Les jantes étaient en magnésium.
La voiture arborait quatre énormes pneumatiques Dunlop de course, 5,00 × 13 à l'avant et 6,00 × 13 à l'arrière.

## Curiosité
À l'époque, certains journalistes spécialisés ont rebaptisé le modèle "America", laissant entendre qu'il était destiné au marché américain où Abarth venait à peine de s'engager. En réalité, il n'en était rien. Il semble que seulement 5 exemplaires aient été construits destinés à des clients pilotes expérimentés pour des exhibitions. 